# Ryan Grant
Ryan Grant (Kirkcaldy, 8 ottobre 1985) è un rugbista a 15 internazionale per la Scozia, pilone dei Glasgow Warriors.

## Biografia
Arruolato nell'esercito britannico come segnalatore, Grant militò nella prima squadra della formazione rugbistica militare; nel 2006 si congedò per passare professionista nel rugby.
Ingaggiato dai Border Reivers, fu coinvolto nella crisi generale del club; in effetti entrò a far parte di tale squadra proprio nella sua ultima stagione di vita, e nel 2007 fu ingaggiato dall'Edimburgo, in cui tuttavia trovò poco spazio, solo 13 incontri in tre stagioni, ragion per cui nel 2010 si trasferì ai Glasgow Warriors, dove fu impiegato più regolarmente.
Grazie alla possibilità di scendere in campo più frequentemente, si mise in luce in ottica internazionale e, in occasione dei test di metà anno del 2012, Grant esordì in Nazionale scozzese contro l'Australia, prendendo successivamente parte a tutti i match del Sei Nazioni 2013.
Inizialmente tenuto come elemento di riserva per il tour dei British and Irish Lions del 2013 in Australia, Grant fu chiamato dal C.T. della selezione Warren Gatland per rimpiazzare in corso di spedizione il gallese Gethin Jenkins, infortunatosi a un polpaccio, anche se non fu utilizzato per gli incontri del tour avente valore di test match contro l'Australia.
Grant vanta anche un invito nei Barbarians nel 2009 in occasione dell'incontro annuale con il Combined Services.

## Palmarès
- Pro12: 1
Glasgow: 2014-15